# Hanati Silamu
Hanati Silamu (chiń. 哈那提·斯拉木; pinyin Hānàtí Sīlāmù), także jako Kanat Isłam kaz. قانات يسلام, Қанат Ислам  (ur. 13 września 1984 w Altay) – chiński bokser narodowości kazachskiej, brązowy medalista olimpijski, brązowy medalista mistrzostw świata.
Urodził się w rodzinie kazachskiej w rejonie graniczącym z Kazachstanem. Występuje na ringu w wadze półśredniej. Zdobywca brązowego medalu w igrzyskach olimpijskich w Pekinie w 2008 roku. Startował również na igrzyskach w 2004 roku w Atenach, bez sukcesów.
Brązowy medalista mistrzostw świata w 2007 roku w Chicago.
Brązowy medalista igrzysk azjatyckich w 2006 roku i mistrzostw Azji rok później.